# توماس هاآکه
توماس هاآکه (به سوئدی: Tomas Haake) (زاده ۱۳ ژوئیه ۱۹۷۱) نوازنده سوئدی درام گروه مشوگا است.